# Rudolf Kirchschläger
Rudolf Kirchschläger, né le 20 mars 1915 à Niederkappel et mort le 30 mars 2000 à Vienne, est un diplomate, juge et homme d'État autrichien. Il est président de la République de 1974 à 1986.

## Jeunesse
Né à Niederkappel, en Haute-Autriche, Kirchschläger est orphelin à l'âge de 11 ans. En 1935, il obtient avec distinction son diplôme d'études secondaires à Horn et commence des études de droit à l'Université de Vienne. Cependant, il est contraint d'abandonner ses travaux lors de l'annexion de l'Autriche de 1938, car, ayant refusé de joindre le parti nazi, sa bourse d'études lui est retirée. Kirchschläger est employé de banque jusqu'à ce qu'il intègre, lors de la conscription, l'infanterie de la Wehrmacht à l'été 1939. Il combat en tant que soldat dès le début de la guerre, d'abord pendant l'invasion de la Pologne, plus tard au front ouest et après 1941 contre la Russie sur le front est.
En 1940, afin de quitter l’armée, il consacre un de ses deux mois de permission à préparer l'examen final de ses études de droit. Certains racontent qu’il travaillait jusqu’à 20 heures par jour en se maintenant éveillé avec de grandes quantités de miel. Malgré tout, il réussit ses examens et reçoit le diplôme de Docteur en droit. Il est néanmoins envoyé de nouveau au front est où il est blessé en 1942. Vers la fin de la guerre, il était capitaine et officier-entraîneur à l'académie militaire de Wiener Neustadt dans la région de Vienne. Plus tôt, en avril 1945, commandant une compagnie des cadets combattant les troupes soviétiques d’approche, il avait reçu une mauvaise blessure à la jambe, blessure dont il ne récupérerera jamais entièrement.

## Après-guerre
Après la guerre, Kirchschläger travaille en tant que juge de district jusqu'en 1954 dans les villes de Langenlois et de Vienne. En 1954, il a la chance de travailler au ministère des Affaires étrangères, bien qu'il ne parle aucune langue étrangère. Afin de participer aux négociations sur le Traité d'État autrichien, il apprend lui-même l'anglais en seulement quelques mois.
De 1967 à 1970, il est ambassadeur à Prague. Son comportement pendant l'invasion soviétique de Prague au printemps 1968 est des plus honorables. En dépit des ordres, il émet des visas de sortie aux citoyens tchèques qui tentent de fuir les communistes.
De 1970 à 1974, il est ministre des Affaires étrangères et est élu président de l'Autriche en 1974. Son intégrité comme président et sa diligence en exerçant ses fonctions font de lui une figure admirée et aimée de la politique autrichienne. En 1980, il est réélu avec un taux d'approbation de 80 %, le taux le plus élevé jamais obtenu en toutes les élections présidentielles.
Rudolf Kirchschläger meurt le 30 mars 2000 à Vienne. Son épouse Herma est décédée en 2009 à 93 ans.

## Distinctions
- Grand collier de l'ordre de l'Infant Dom Henri  Portugal (1984)
- Grand-croix avec collier de l'ordre de la Rose blanche
- Collier de l'ordre de Pie IX
- Grand-croix de l'ordre de Tomáš Garrigue Masaryk
- Chevalier grand-croix de l'ordre du Mérite de la République italienne